# Colocleora spuria
Colocleora spuria là một loài bướm đêm trong họ Geometridae.